# ウィスパーボイス
ウィスパーボイス（whisper voice）とは発声においてささやき声（whisper）・もしくはささやきに近い息漏れ声（breathy voice）を指す言葉で、特に日本の歌唱・朗読・ナレーションなどの分野で用いられることの多い用語である。また、日常の会話をささやき声・息もれ声によって行う人・地声がささやき声のようである人やその声を指すこともある。

## 音楽におけるウィスパーボイス
ジャズやソウル系のバラードではしばしばささやき声を歌声として活かすことが行われる。この技術のことをウィスパリング・テクニックと呼ぶ。
多くの場合、一般の人が隠れて会話をする声とは異なり、振動を伴う。声門閉鎖を意識的に弱く不完全にし、息を大量に流して気息的な音を多く出す。「囁き」と「呟き」の中庸のような声である。この意味で、発声の種類で言うところの「ささやき声」よりは「息漏れ声（breathy voice）」に近い。「『ささやき声』に『ハミングの音色』が混ざった状態」と説明されることもある。
スタジオでの収録においてはマイクが吹かれやすいことから注意を要するほか、ライブでは発声原理から声量が小さく、マイク音量を上げた結果ハウリングが起きやすいことに注意する必要がある。またウィスパーボイスからシャウトまで使い分ける歌手の場合、ダイナミクスのコントロールが重要となる。尚、ウィスパーボイスを拾うために、集音しやすくした特殊マイクも存在する。
現在では主に女性歌手が多用するが、ジャズシーンが全盛期だった頃は男性もよく利用した。繊細さやセクシーさ、エロティックさを演出することができる手法である。